# KiCad

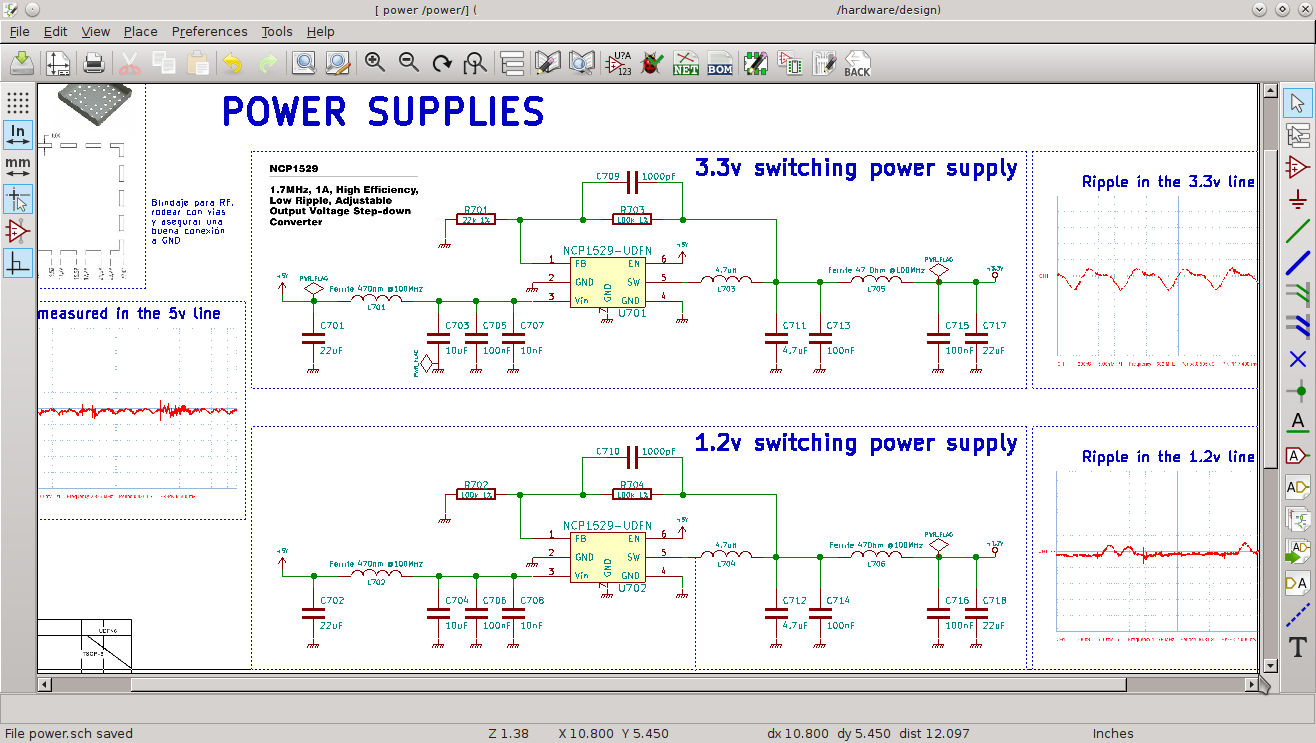
KiCad Eeschema for Schematic capture.

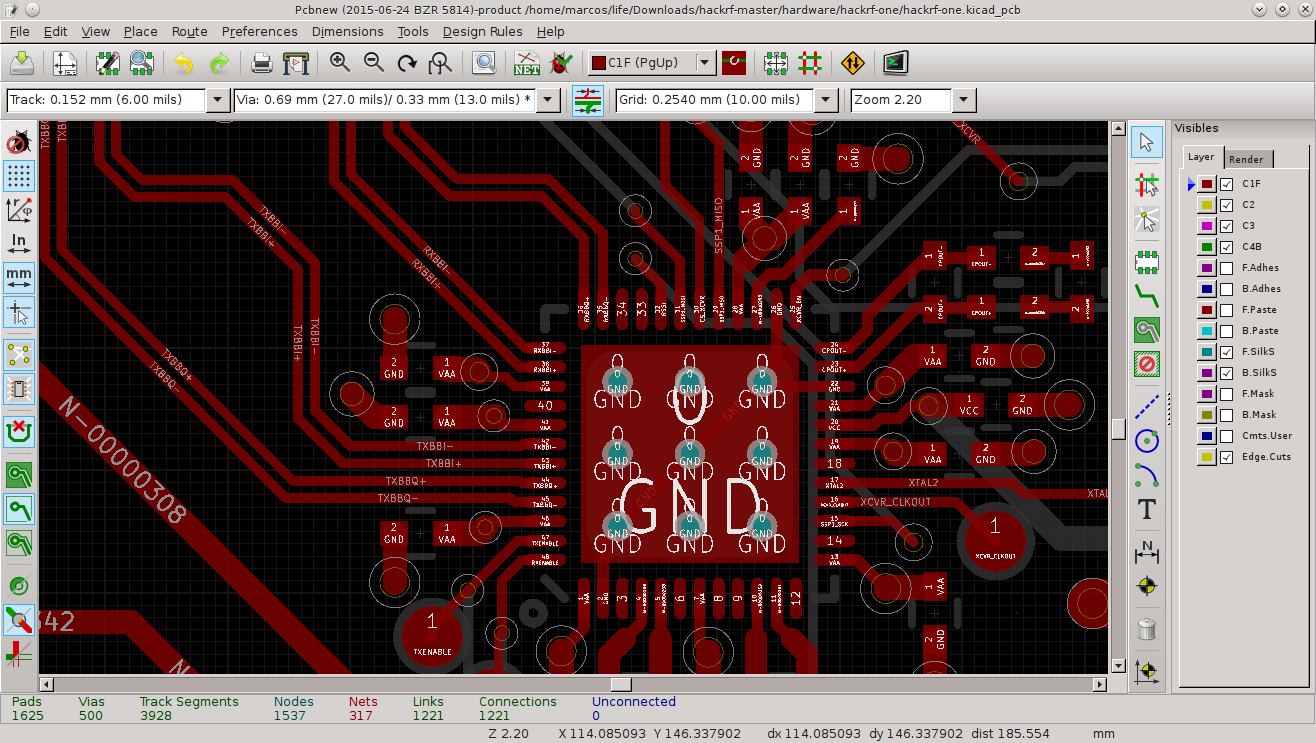
KiCad Pcbnew for layout design.

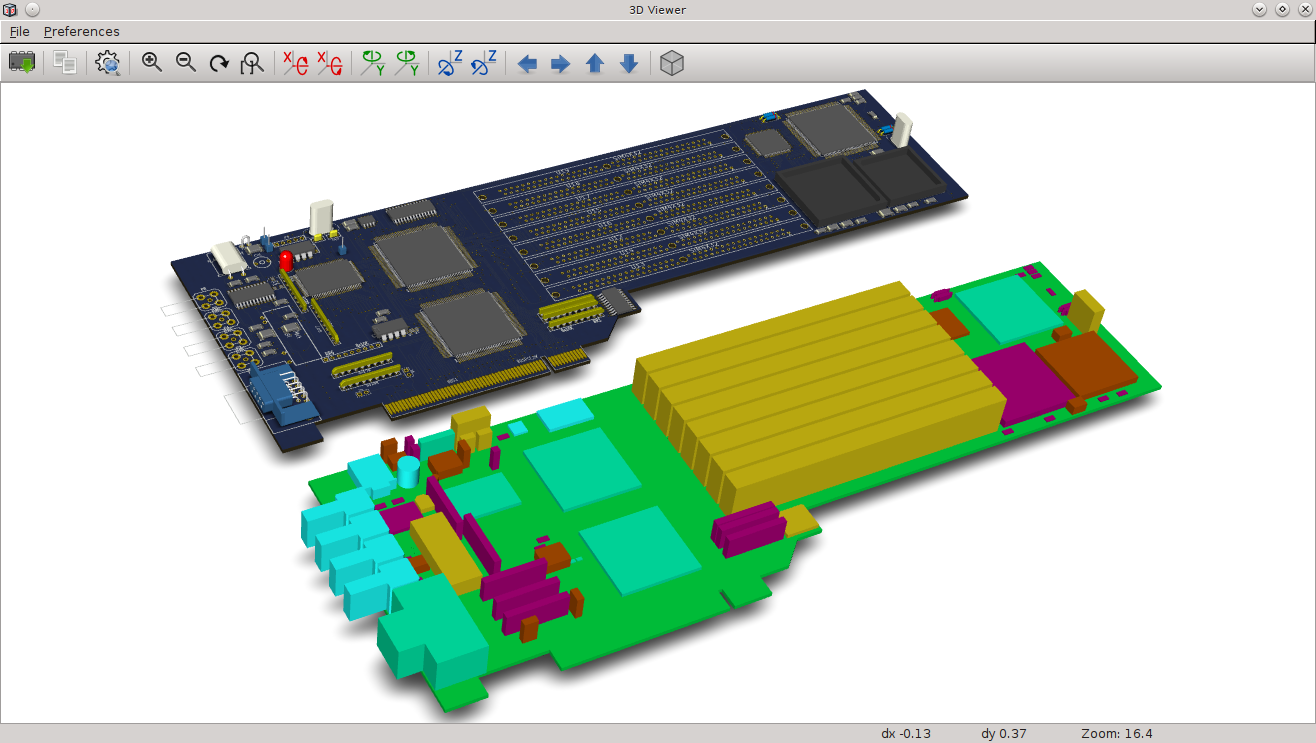
KiCad 3D Viewer showing both VRML and IDF features on a demo board.

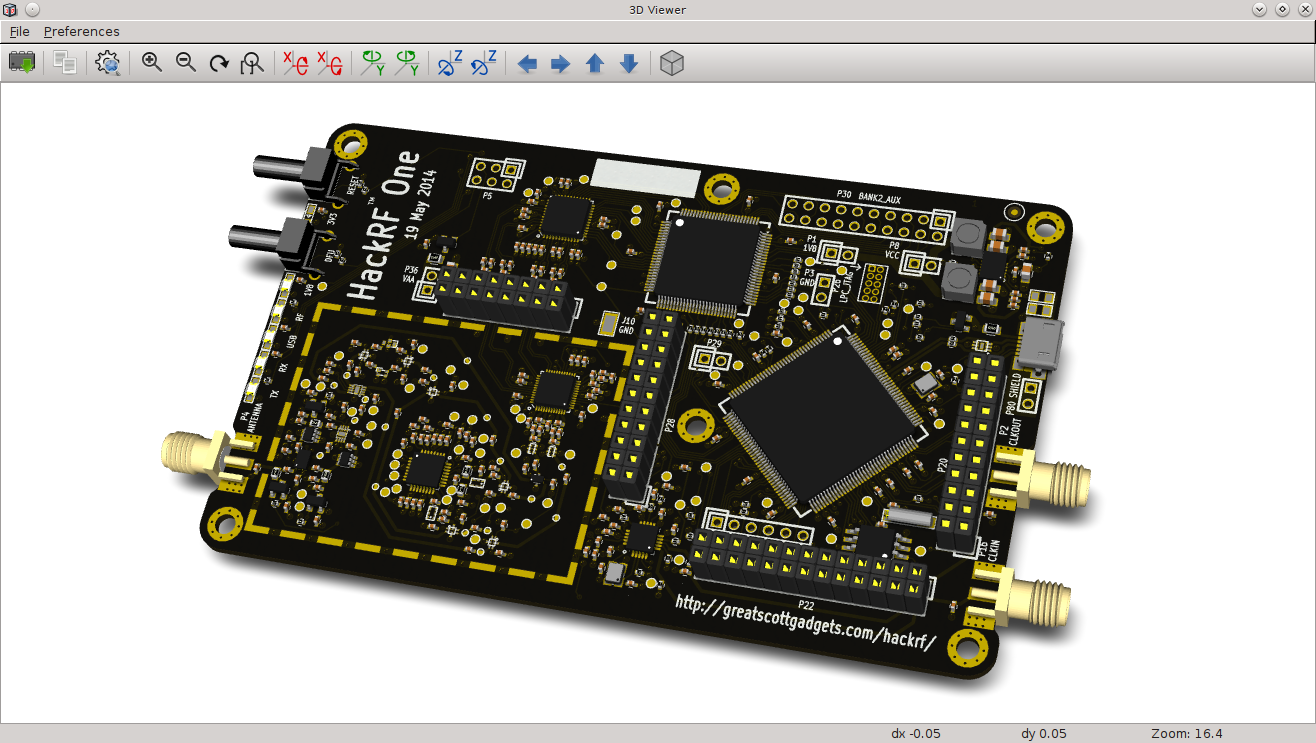
KiCad 3D Viewer

KiCad 是一款用于印刷电路板设计的自由软件，最初由法国人Jean-Pierre Charras于1992年推出，现由KiCad开发者团队维护。KiCad目前支持英语、法语、德语、意大利语、中文、日语等23个语言版本。